# فرنتس همانگ
فرنتس همانگ (انگلیسی: Ferenc Hammang؛ زادهٔ ۲۰ مهٔ ۱۹۴۴) ورزشکار شمشیربازی اهل مجارستان است.
وی در مسابقات کشوری و بین‌المللی در مجموع برندهٔ ۱ مدال برنز شده‌است.